# Ǐ̤
Cette page contient des caractères spéciaux ou non latins. S’ils s’affichent mal (▯, ?, etc.), consultez la page d’aide Unicode.
Ǐ̤ (minuscule : ǐ̤), appelé I tréma souscrit caron, est un graphème et une lettre additionnelle de l’alphabet latin utilisée dans l’écriture du kayah. Elle est composée d’un I, d’un tréma souscrit et d’un caron.

## Représentations informatiques
Le I tréma souscrit caron peut être représenté avec les caractères Unicode suivants :
- décomposé et normalisé NFC (latin supplément-1, diacritiques)[1],[2] :

| formes    | représentations | chaînes de caractères | points de code | descriptions                                               |
| --------- | --------------- | --------------------- | -------------- | ---------------------------------------------------------- |
| capitale  | Ǐ̤               | Ǐ◌̤                    | U+01CF U+0324  | lettre majuscule latine i caron diacritique tréma souscrit |
| minuscule | ǐ̤               | ǐ◌̤                    | U+01D0 U+0324  | lettre minuscule latine i caron diacritique tréma souscrit |

- décomposé et normalisé NFD (latin de base, diacritiques) :

| formes    | représentations | chaînes de caractères | points de code       | descriptions                                                    |
| --------- | --------------- | --------------------- | -------------------- | --------------------------------------------------------------- |
| capitale  | Ǐ̤               | I◌̤◌̌                   | U+0049 U+0324 U+030C | lettre majuscule i diacritique tréma souscrit diacritique caron |
| minuscule | ǐ̤               | i◌̤◌̌                   | U+0069 U+0324 030C   | lettre minuscule i diacritique tréma souscrit diacritique caron |